# Army of Lovers
«Army of Lovers» — шведський поп-гурт, створений 1988 року. Назва гурту походить від документального фільму режисера Рози фон Праунхайм «Армія коханців або бунт збоченців» (нім. Armee der Liebenden Oder Aufstand der Perversen), що звертається до теми гомосексуальності.

## Історія

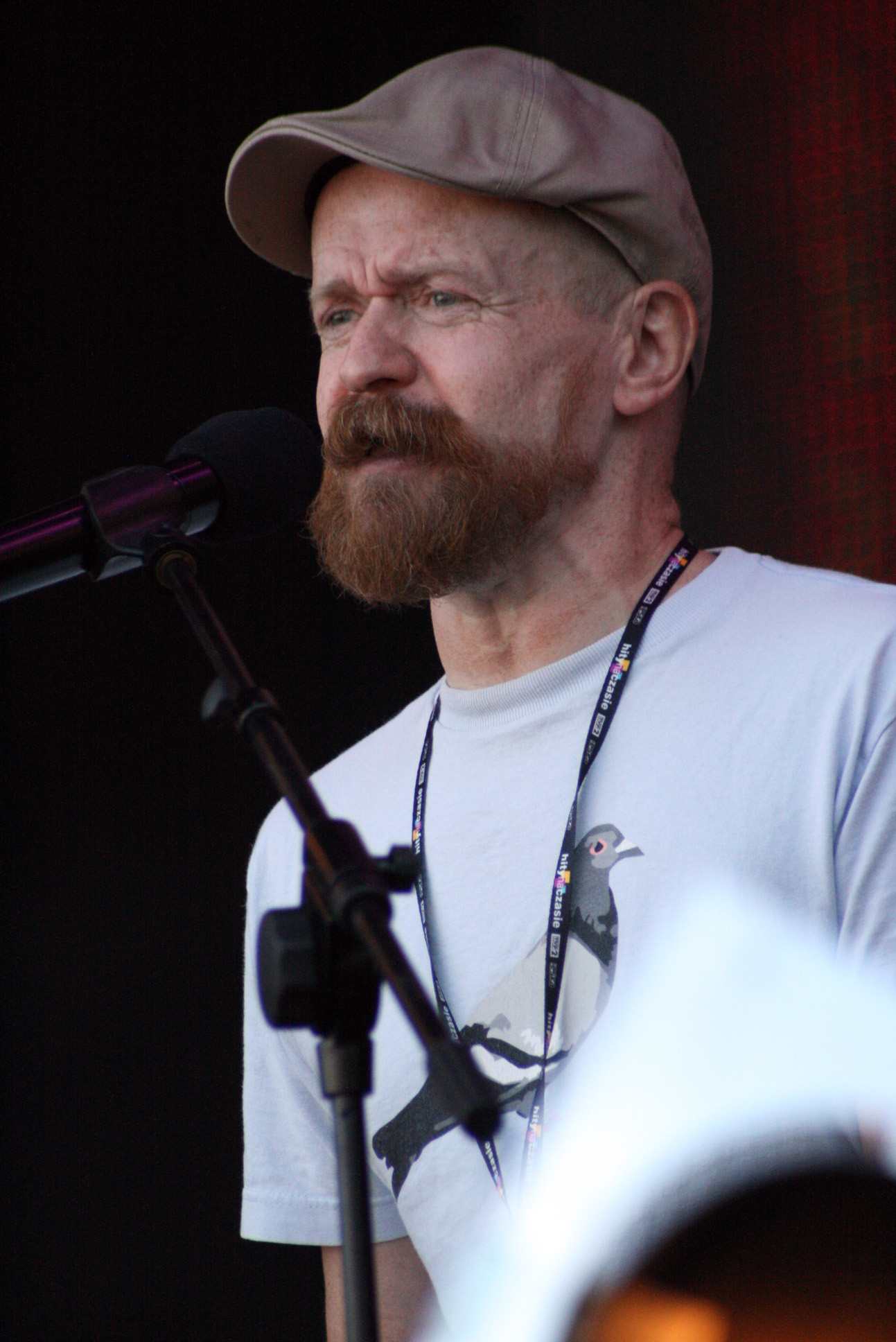
Александр Бард

Ідея проекту належала Александру Барду, в той час студенту-економісту. В 1982 році він створює групу під назвою Baard, проте група проіснувала недовгою. Через рік він створює сольний травесті-проект Barbie. Пізніше до нього приєднуються Farouk (Жан-П'єр Барда) і Katanga (Камілла Хенемарк). Нову назву група обрала у 1988 на честь однойменного докуметального фільму, який обговорює актуальні питання життя секс-меншин, та, в свою чергу, посилається на Священний загін із Фів.

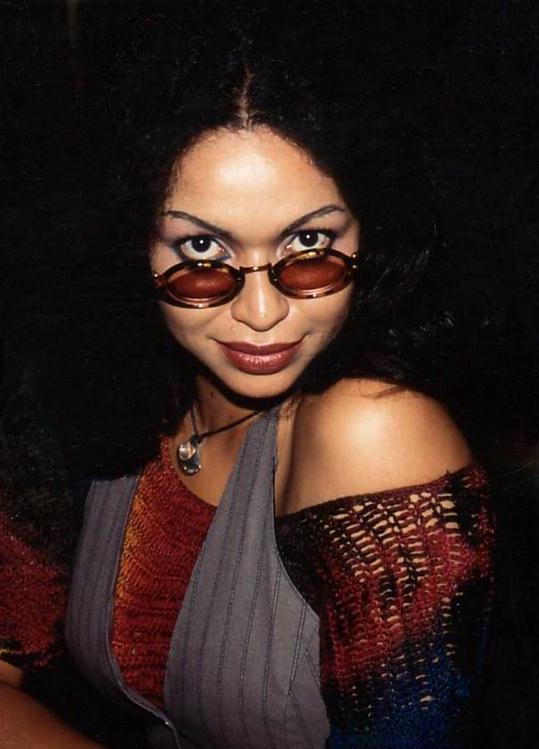
Ла Камілла

Виходить їх перший сингл When The Night Is Cold, на пісню знімається відеокліп, де бере участь відомий шведський модельєр Камілла Тулін. Камілла Тулін створювала імідж та костюми учасників групи протягом усієї їхньої творчості, що включали багато етнічних та релігійних елементі. Згодом музиканти підписують контракт з англійською студією Ton Son Ton, що спеціалізується на танцювальній музиці. Один за одним з'являються сингли Love Me Like A Loaded Gun, Baby's Got A Neutron Bomb, витримані в традиціях європейського диско.

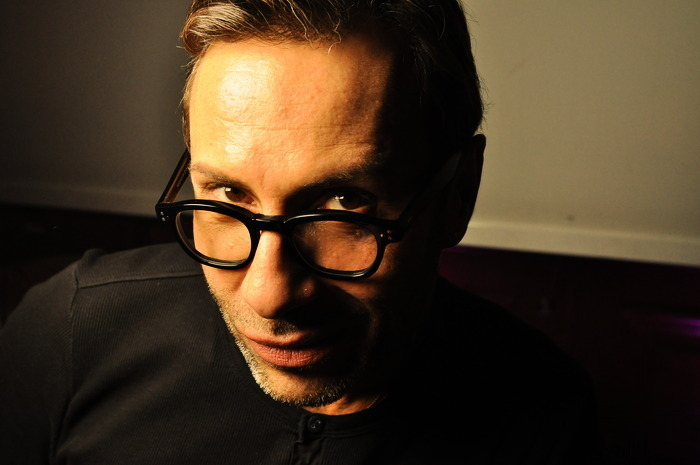
Жан-П'єр Барда

У цей же час робиться перезапис композиції Barbie Goes Around The World під іншою назвою: My Army of Lovers. Створюється відеокліп, за який групі вручається приз «Grammy» в номінації «Найкращий кліп року». Потім виходить альбом групи під назвою Disco Extravaganza, у 1991 році — «Massive luxury overdose», а дві композиції з нього — Crucified і Obsession — стають суперхітами.
У 1992 році популярність починає стрімко рости. Але після невдачі з композицією Candyman Messiah та внутрішніх конфліктів зі складу виходить Камілла. Група робить ремікс пісні Ride The Bullet, де вже співає нова солістка, колишня фотомодель та вчителька Мікаела Дорнонвіль де ла Кур.
Тріо було дуже популярне в Європі, але не в Америці. У США група стала відомою лише після виходу синглу Crucified, який став танцювальним хітом сезону. Пісня Viva La Vogue стала саундтреком до американської комедії «Ні слова мамі про смерть няні».
У 1993 до тріо приєднується четвертий учасник — Домініка Печінські. Творчі та особисті суперечки з Александром Бардом змушували Мікаелу в 1995 покинути групу, а на її місце повертається Камілла. Восени того ж року квартет випускає альбом своїх найпопулярніших пісень Les Greatest Hits, до якого входять також чотири нових композиції.
У 1996 Александр Бард заявив про розпуск гурту. Однак Домініка і Жан-П'єр ще довго запевняли всіх, що колектив просто втомився і вони вирішили взяти тривалу творчу відпустку. Чутки про розпад гурту ходили давно: починаючи з 1995 в пресі неодноразово мелькали повідомлення про те, що Александр збирається «заморозити» групу і сконцентруватися на новому проекті.
З 1995 року учасники ансамблю зайнялися власною кар'єрою. Александр Бард — продовжує продюсувати і створює групи Vacuum, Alcazar, BWO. Він становиться також відомим як соціолог, автор літературних бестселерів та бізнесмен. Жан-П'єр Барда був ведучим кількох телевізійних шоу, працював актором і став провідним художником-візажистом. Домініка веде телешоу «Dominica's Planet», що транслюється у п'яти європейських країнах, а Ла Камілла бере участь у відомому шведському політичному ток-шоу.
Група на короткий час возз'єдналася в 2000 році. Також вони зібралися знову для одного концерту в «G-A-Y» в Лондоні. Ла Камілла, вокалістка перших хітів групи, була замінена на надувну ляльку (Александр звернувся до ляльки після концерту: «Тобі не здається, що Камілла сильно схудла?»), тоді як Александр, Домініка і Жан-П'єр на виступі були присутні. На питання про можливе возз'єднання вони заявили, що в осяжному майбутньому це не передбачається, і що їх спільна робота була «діамантом у часі», який неможливо повторити.
Група знову зібралася на один день для великого концерту, організованого московською радіостанцією Ретро-FM в Росії. Вони виступили 15 грудня 2007 в одному концерті з Ace of Base та багатьма російськими артистами, які були популярними в 1990-х роках.
Несподіванно повідомляється про відновлення Army of Lovers, та у складі Александр, Жан-П'єр і Ла Камілла група бере участь у конкурсі Melodifestivalen 2013 з композицією «Rockin' the Ride». Після виступу Ла Камілла була вкотре виключена з колективу, і наступний виступ із тією ж композицією публіка побачила з Домінікою Печінські. Попри супроводжуючу піар-кампанію з відкритими листами до Камілли від інших членів групи та відповіді Камілли пісня не потрапила до шведських хіт-парадів. Більш вдалим видався наступний сингл за участю соліста групи Gravitonas, «Signed On My Tattoo», із нового альбому найкращих хітів, що отримав назву «Big Battle of Egos». За традицією до альбому увійшли 4 пісні, написаних Александром Бардом як для інших виконавців, так і спеціально для цього альбому.
У серпні вийшов сингл та відео-кліп до переробленої класичної композиції «Crucified-2013».
Новий альбом групи анонсований на 2014 рік.

## Творчість
Александр Бард був мозком групи, Жан-П'єр Барда — провідний вокаліст таких хітів як Crucified і Israelism. Вони були в групі протягом всієї її історії. Барда часто носив найбільш провокаційні та відверті вбрання. Існують розбіжні думки про те, чи грав він у групі коли-небудь на якому-небудь інструменті.
У Army of Lovers більше 20 пісень, що увійшли до десятки Єврочарту, найвідоміша з яких — Crucified, яка виявилася однією з найбільш продаваних пісень 1991 року. Вона також залишалася на 1 місці в Єврочарті протягом 8 тижнів. Obsession і Sexual Revolution також досягали верхнього рядка Єврочарту, хоча їх присутність в США і в Британії обмежувалася лише успіхами у клубних чартах.
Група випустила 5 студійних альбомів, більше 20 кліпів, і отримала визнання в східній Європі.
Army of Lovers має канонічний статус в гей-культурі. Крім того їх часто згадують як прекрасний приклад постмодерну в музиці, сценічному іміджі та відеокліпах. Творчість колективу мала помітний влив на творчість інших груп та музикантів.
У 2023 році українська співачка Оля Полякова співпрацювала зі шведським музичним продюсером Андерсом Хенсоном й Александром Бардом. У дуеті зі шведським поп-гуртом «Army Of Lovers» Оля Полякова записала спільний трек. Дуетний трек «Love is blue» увійде до нового альбому Army Of Lovers, який гурт випустить уперше за 10 років.

## Цікаві факти
- Три композиції групи, а саме Crucified, Israelism та Shine Like a Star, використовувалися як саундтреки в популярній російській телегрі «Що? Де? Коли?».
- У 2004 році Жан-П'єр Барда і Домініка випустили лімітований різдвяний сингл «New Year's Lover (single)», що складається з двох невиданих пісень. Сингл був поширений між європейськими фан-клубами, у продаж не потрапляв. Посилений захист від копіювання.

## Дискографія
- Disco Extravaganza (1990)
- Massive Luxury Overdose (1991)
- Massive Luxury Overdose (U.S. Edition) (1992)
- The Gods of Earth and Heaven (1993)
- Glory, Glamour and Gold (1994)